# Pablo Llarena

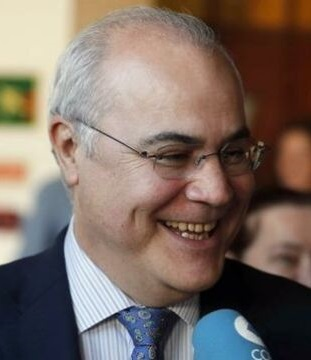
Pablo Llarena Conde

Pablo Llarena Conde (* 26. Januar 1963 in Burgos) ist ein spanischer Richter und Untersuchungsrichter. Er ist aktuell Richter im Zweiten Senat des spanischen Obersten Gerichts.

## Biografie

### Familie und Ausbildung
Er ist der Sohn von Anwälten. Sein Vater, Juan Jesús Llarena Chave, war Rechtsanwalt und beendete seine Karriere als Richter der Zivil- und Strafkammer des Obersten Gerichtshofs von Kastilien und León. Seine Mutter, María del Carmen Conde Vivar, ebenfalls Rechtsanwältin, war die erste Frau, die als Rechtsanwältin in der Anwaltskammer von Burgos eingetragen wurde, und beendete ihre Karriere als Anwältin für Justizverwaltung des Obersten Gerichtshofs von Castilla y León. Er ist mit der Juristin Gema Espinosa, zeitweilig Direktorin der spanischen Justizschule, verheiratet und Vater zweier Kinder.
Pablo Llarena erwarb einen Abschluss in Rechtswissenschaften der Universidad de Valladolid und war von 1986 bis 1988 als Anwalt tätig.

### Richterlaufbahn
Nach Ablegung der staatlichen Auswahlprüfung („Oposiciones“) begann er 1989 als bester seines Jahrgangs die Richterlaufbahn. Er wurde dem Gericht von Torrelavega zugewiesen. Danach arbeitete er in Burgos und Barcelona.
Im Jahr 1998 wurde er an das Provinzgericht Barcelona versetzt. Im Februar 2011 wurde er vom Generalrat der Justiz zum Präsidenten des Provinzgerichts Barcelona ernannt.

### Interessenvertretung in derAsociación Profesional de la Magistratura
Er ist Mitglied der mächtigen konservativen Berufsvereinigung der Richter, deren Präsident er zwischen Januar 2013 und November 2015 war, nachdem er zuvor das Sprecheramt innegehabt hatte.
Noch 2012 hatte er als Mitglied der Asociación Profesional de la Magistratura die These aufgestellt, dass die Lösung des Problems der katalanischen Unabhängigkeit „im Wesentlichen politisch“ sein müsse.

### Oberstes Gericht
Am 28. Januar 2016 wurde er vom Generalrat der Justiz zum Richter der Zweiten Kammer des spanischen Obersten Gerichtshofs ernannt. Gegen die Ernennung legte die andere Richtervereinigung Juezas y Jueces para la Democracia (Richterinnen und Richter für die Demokratie) Einspruch ein, der Oberste Gerichtshof wies diesen jedoch am 27. März 2017 ab.
Bekannt wurde der Ermittlungsrichter Pablo Llarena durch seine Arbeit bei der Vorbereitung der Strafverfahren infolge der Katalonien-Krise seit 2017. Bis heute sind ihm die Ermittlungen gegen katalanische Politiker im Exil übertragen.

## Pablo Llarena im Streit der Öffentlichkeit
Der seit Jahrhunderten tiefgehende politische Kampf um und in Katalonien wurde und wird in Spanien hochemotionalisiert und mit aller Härte geführt. Er berührte das politische, historische und demokratische Selbstverständnis Kataloniens und Spaniens. Seit 2014 spitzten sich die Ereignisse zu. Unter dem überzeugten Separatisten Carles Puigdemont, seit dem 9. Januar 2016 katalanischer Ministerpräsident, wurde der “Procés” (öffentlicher Beteiligungsprozeß zur Herbeiführung der katalanischen Unabhängigkeit) vorangetrieben. Höhepunkt war ein Referendum am 1. Oktober 2017 über die Unabhängigkeit, das die spanische Zentralregierung unter Mariano Rajoy „mit allen juristischen und polizeilichen Mitteln“ bekämpfte. „Richter erließen Haftbefehle gegen führende katalanische Politiker, denen rebelión (Rebellion), sedición (Aufstand, Landfriedensbruch) und Veruntreuung öffentlicher Mittel (malversación) zur Last gelegt wurde.“
Pablo Llarena war als spanischer Ermittlungsrichter ein juristischer Protagonist in dieser Auseinandersetzung und damit umstritten. Sein Vorgehen wurde und wird in den Medien je nach politischer Perspektive kommentiert.

## Veröffentlichungen (Auswahl)
Er hat verschiedene Artikel zum Thema Strafrecht verfasst:
- Pablo Llarena Conde: Consideración puntual de determinados aspectos relativos a la responsabilidad penal de jueces y magistrados. In: Estudios de derecho judicial, Nr. 153, 2008, S. 55–74.
- Pablo Llarena Conde: Los sistemas de turnos y acceso a la carrera judicial de juristas de reconocido prestigio: la justicia de proximidad y sus opciones. In: Estudios de derecho judicial, Nr. 135, 2007, S. 123–156.
- Pablo Llarena Conde: El caso del Imán de Fuengirola. In: La ley penal: revista de derecho penal, procesal y penitenciario, Nr. 15, 2005, S. 79–88.
- Pablo Llarena Conde: La responsabilidad civil derivada del delito. In: Miriam Cugat Mauri, Joan Baucells i Lladós, Mónica Aguilar Romo, Francisco Bañeres Santos (Hrsg.): Manual de litigación penal: materiales para la prueba de acceso a la profesión de abogado. 2017, ISBN 978-84-9169-299-7, S. 597–614.
- Pablo Llarena Conde: Libertad y seguridad en el espacio público: La videovigilancia. In: Javier de Miguel, Miguel Pérez-Moneo, Joan Solanes Mullor; Rafael Bustos Gisbert, Marta Fernández de Frutos, Enric Fossas (Hrsg.): La protección jurisdiccional de los derechos: actas del XI Congreso de la Asociación de Constitucionalistas de España, celebrado en Barcelona, España los días 21 y 22 de febrero de 2013. Barcelona 2015, ISBN 978-84-9086-185-1, S. 339–358.
- Pablo Llarena Conde: Las medidas reales cautelares en el nuevo procedimiento abreviado. In: Homenaje a don Eduardo Font Serra, Bd. 2, 2004, S. 1637–1660.